# Zvoleněves
Zvoleněves (Duits: Losdorf of Losdorf bei Salzberg) is een Tsjechische gemeente in de regio Midden-Bohemen en maakt deel uit van het district Kladno. Het dorp ligt op 12 km afstand van de stad Kladno en op 8 km afstand van Slaný. Het gebouw van de voormalige suikerfabriek uit 1859 domineert het dorpsbeeld.
Zvoleněves telt 917 inwoners (2023).

## Etymologie
Het dorp is waarschijnlijk vernoemd naar landsheer Vicen van Zvoleněvsi.

## Geschiedenis

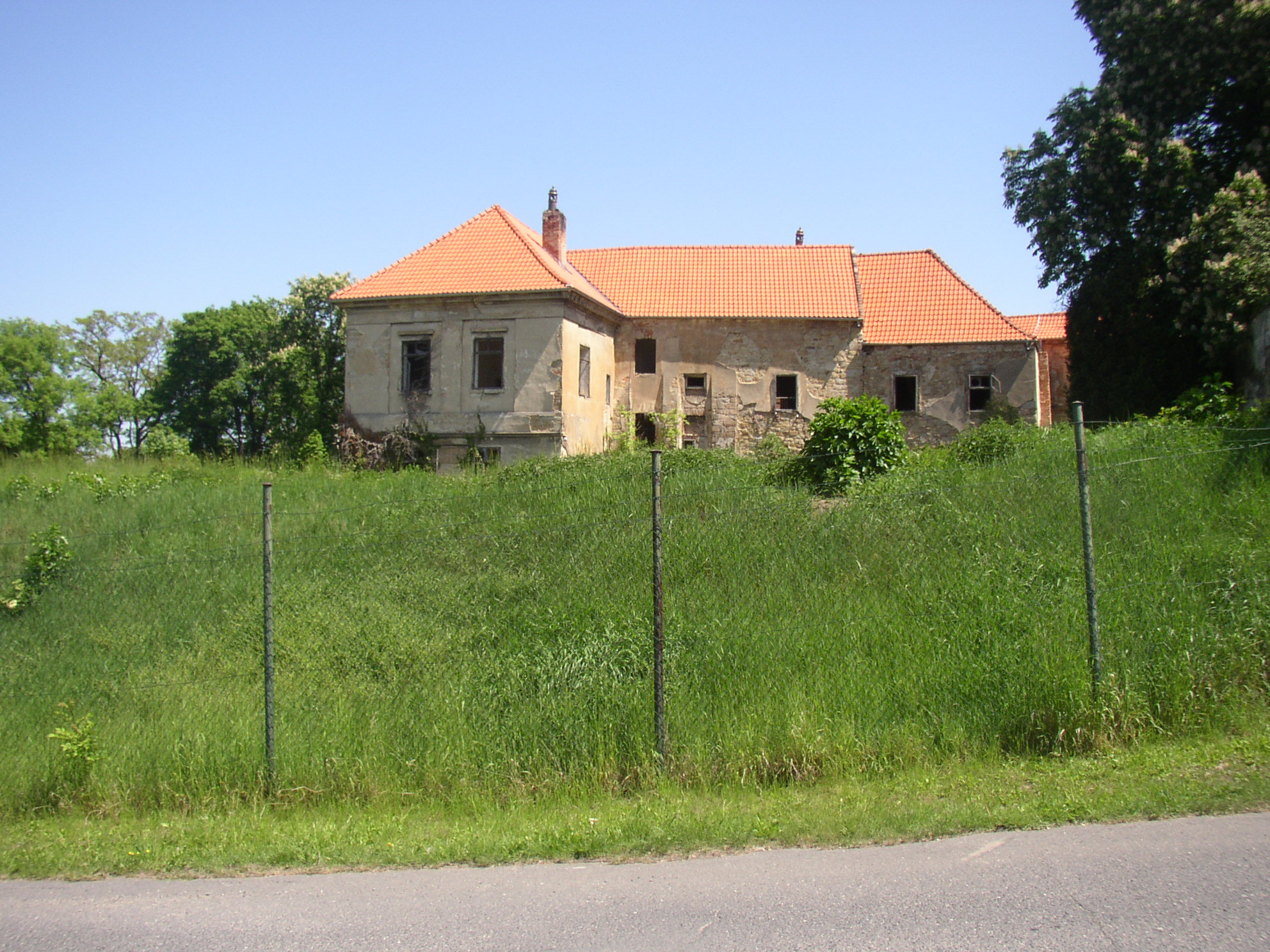
Kasteel van Zvoleněves (2012)

### 1318–1647
De eerste schriftelijke vermelding van Zvoleněvsi dateert van 1318, toen het werd genoemd door landsheer Vicen van Zvoleněvsi. De eigenaars van Zvoleněves woonden in een kasteel dat voor het eerst in 1401 genoemd werd, toen het in bezit was van Humprecht van Tasnovice.
Door de eeuwen heen wisselde het dorp regelmatig van eigenaar. Een van de andere eigenaren in de 15e eeuw was ridder Jan van Benšov. Aan het begin van de 16e eeuw kwam het dorp in handen van de familie Žejdlics ze Šenfeld. Jindřich Žejdlic ze Šenfeld verbouwde het kasteel, waarbij het een renaissance uitstraling kreeg. De grafstenen van twee leden van de familie zijn bewaard gebleven in de kerk. Ridder Petr Milner ze Milhaus kocht het dorp in 1609 aan, maar door zijn deelname aan de Boheemse Opstand in 1618 werd het van hem geconfisqueerd, waarna Jaroslav Bořita van Martinice tijdelijk de honneurs waarnam. In 1621 werd het dorp aangekocht door Zuzana Chrtové ze Rtína, maar het kasteel werd tijdens de Dertigjarige Oorlog platgebrand.

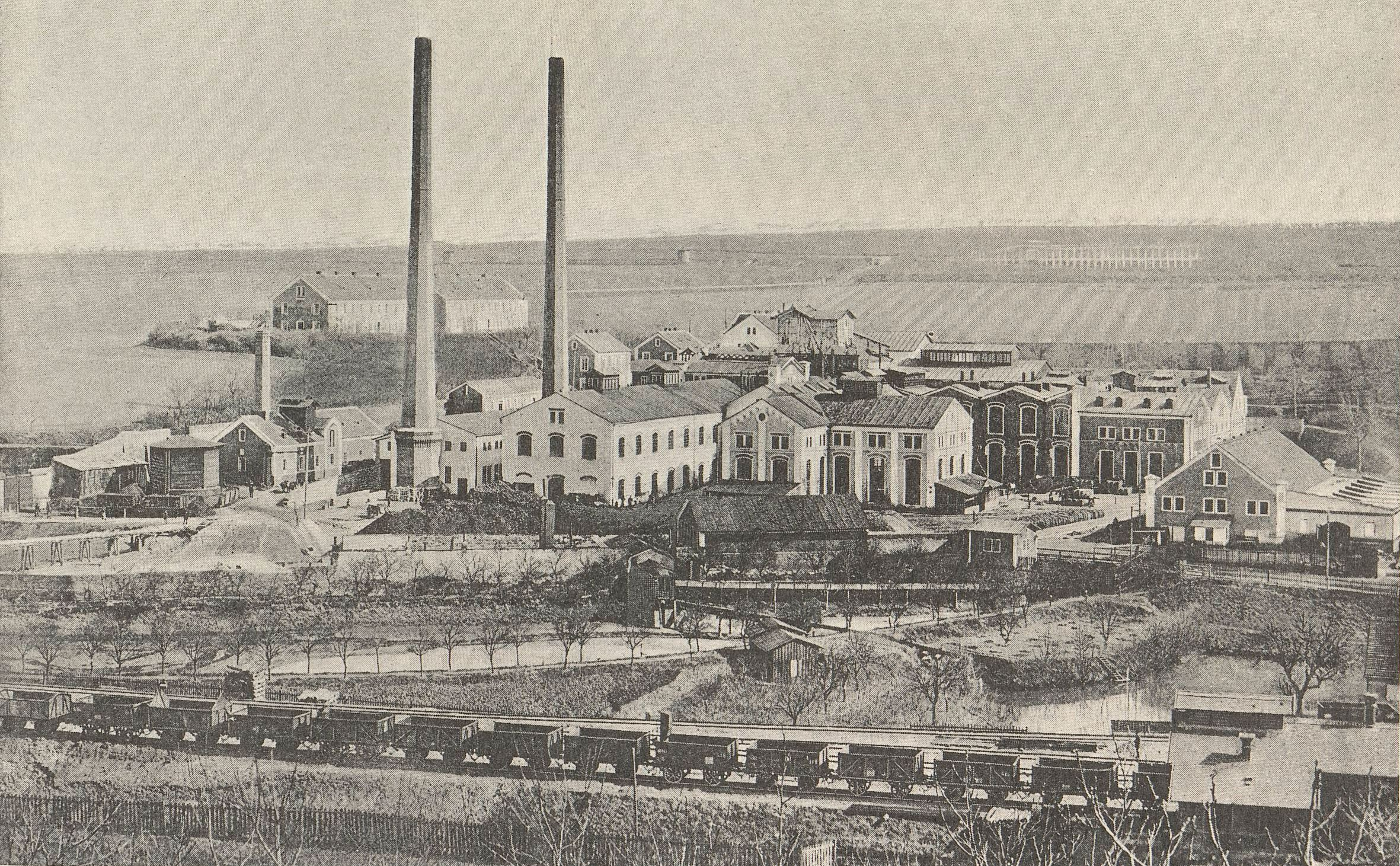
Suikerfabrieksterrein (1891)

### 1648–heden
Na de oorlog werd het kasteel in dezelfde stijl herbouwd. Een belangrijke adellijke eigenaar was Julius Frans van Saksen-Lauenburg, die het landgoed in 1668 aankocht. Zijn dochter Anna Maria Franziska van Toscane verbouwde het rond 1718 tot een eenvoudig barokke kasteel met mansardedak. In 1824 behoorde het dorp toe aan groothertog Leopold II van Toscane, die tevens de lokale suikerfabriek oprichtte en in 1859 een algehele renovatie van het kasteel uitvoerde. Hij verhuisde daarbij zelf echter naar Brandýs nad Labem-Stará Boleslav. Na 1948 werd het interieur door de toenmalige eigenaar beschadigd. De suikerfabriek was lange tijd een van de grootste van de regio Midden-Bohemen.
Sinds 1960 is Zvoleněves een zelfstandige gemeente binnen het district Kladno.

## Demografie
| Jaar            | 1869 | 1880 | 1890 | 1900 | 1910 | 1921 | 1930 | 1950 | 1961 | 1970 | 1980 | 1991 | 2001 | 2011 | 2023 |
| --------------- | ---- | ---- | ---- | ---- | ---- | ---- | ---- | ---- | ---- | ---- | ---- | ---- | ---- | ---- | ---- |
| Aantal inwoners | 978  | 1226 | 1238 | 1203 | 1199 | 1248 | 1272 | 1109 | 1095 | 1072 | 983  | 821  | 797  | 844  | 917  |
| Aantal huizen   | 96   | 107  | 121  | 130  | 134  | 151  | 225  | 266  | 256  | 253  | 239  | 254  | 257  | 266  | 286  |

## Voorzieningen
Er zijn een basis- en kleuterschool in Zvoleněves. Verder is er een sportveld met sportfaciliteiten in het dorp, een postkantoor en dorpsvijver. De sportclubs zijn TJ Slavoj Zvoleněves, een voetbalclub, en een schietsportclub.

## Verkeer en vervoer

### Autowegen
Het dorp is bereikbaar via een regionale weg.

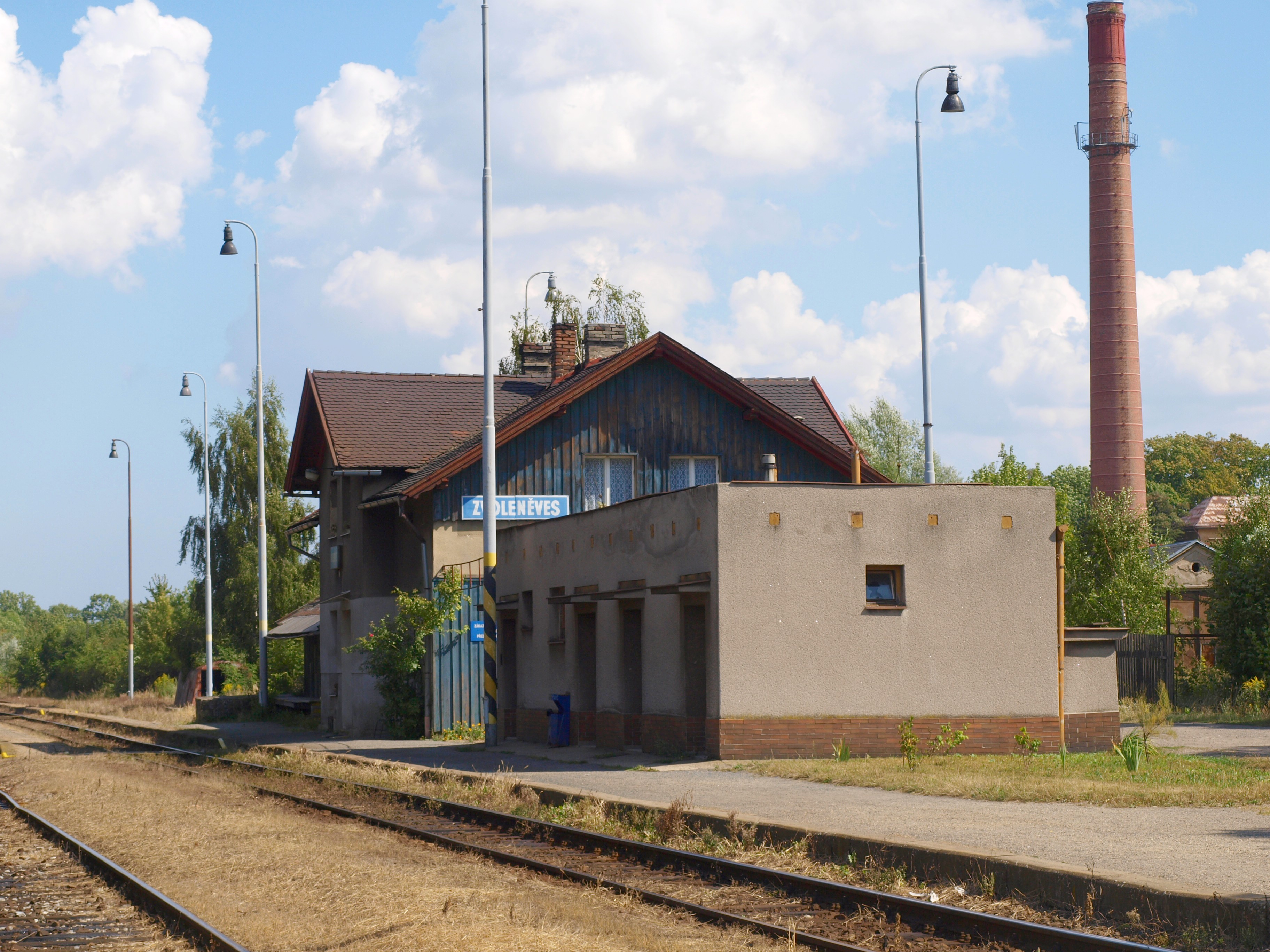
Station Zvoleněves (2009)

### Spoorlijnen
Station Zvoleněves ligt aan spoorlijn spoorlijn 110 Kralupy nad Vltavou - Slaný - Louny.

### Buslijnen
Er zijn twee bushaltes in het dorp:
| Halte                | Lijn | Route            | Vervoerder      |
| -------------------- | ---- | ---------------- | --------------- |
| Zvoleněves           | 623  | Kladno - Velvary | ČSAD MHD Kladno |
| Zvoleněves, Hostinec | 626  | Kladno - Velvary | ČSAD MHD Kladno |

De halte Žižice, odb. Zvoleněves (Nederlands: Žižice, voor Zvoleněves) aan de rand van Žižice kan ook worden gebruikt om Zvoleněves te bereiken. Daar halteren de volgende lijnen:
| Halte                   | Lijnen  | Routes                          | Vervoerder |
| ----------------------- | ------- | ------------------------------- | ---------- |
| Žižice, odb. Zvoleněves | 593 594 | Velvary - Slaný Zlonice - Slaný | ČSAD Slaný |

## In de media
Zvoleněves wordt regelmatig gebruikt voor opnames van films en televisieseries. Zo werd een deel van de oorlogsfilm Hart's War met Bruce Willis uit 2002 er opgenomen. Ook de film Vstanou noví bojovníci uit 1950 werd er opgenomen.

## Bezienswaardigheden
- Monumentale Sint-Maartenkerk, een van oorsprong gotisch gebouw uit 1352, later herbouwd in barokstijl, met hoofdaltaar uit het midden van de 17e eeuw en zijaltaren in rococostijl;
- Monumentale pastorie, een laatbarokke gebouw met twee verdiepingen uit 1808;
- Kasteel van Zvoleněves, een monumentaal barokke gebouw;
- Suikerfabriek van Zvoleněves, een monumentaal fabrieksgebouw;
- Monumentale zuil met Mariabeeld, uit de eerste helft van de 19e eeuw.

## Galerĳ

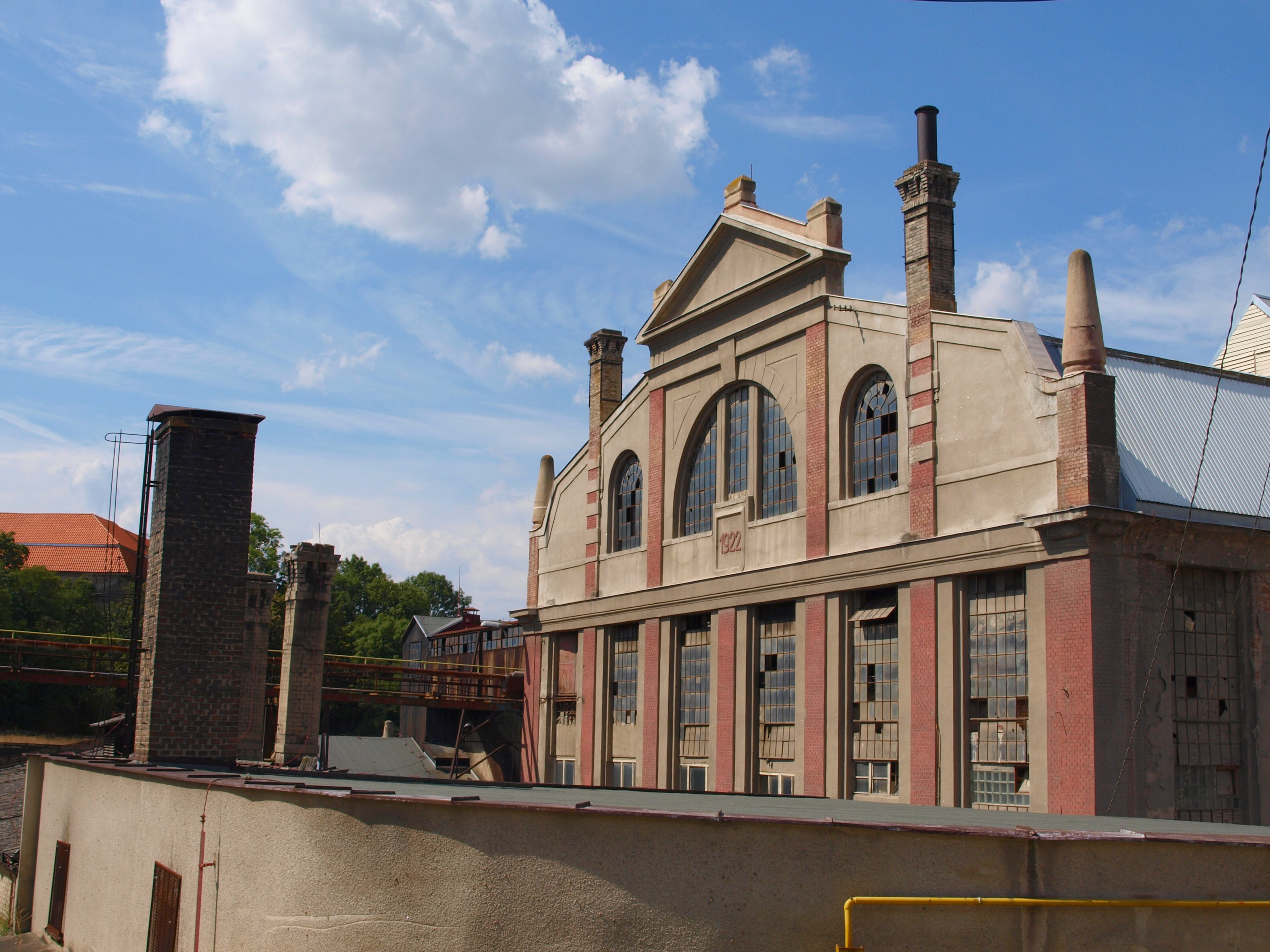
Voormalige suikerfabriek
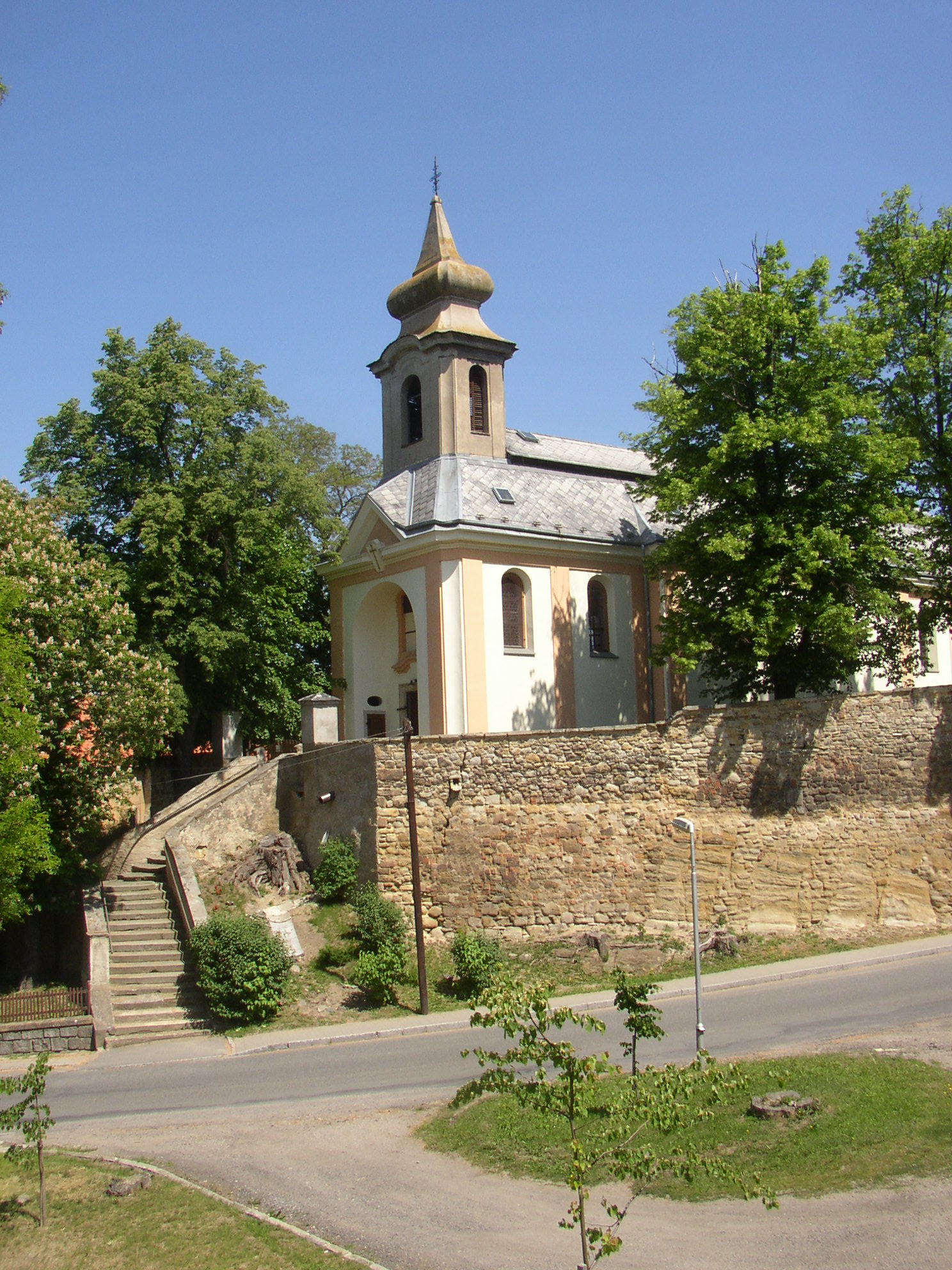
Sint-Maartenkerk
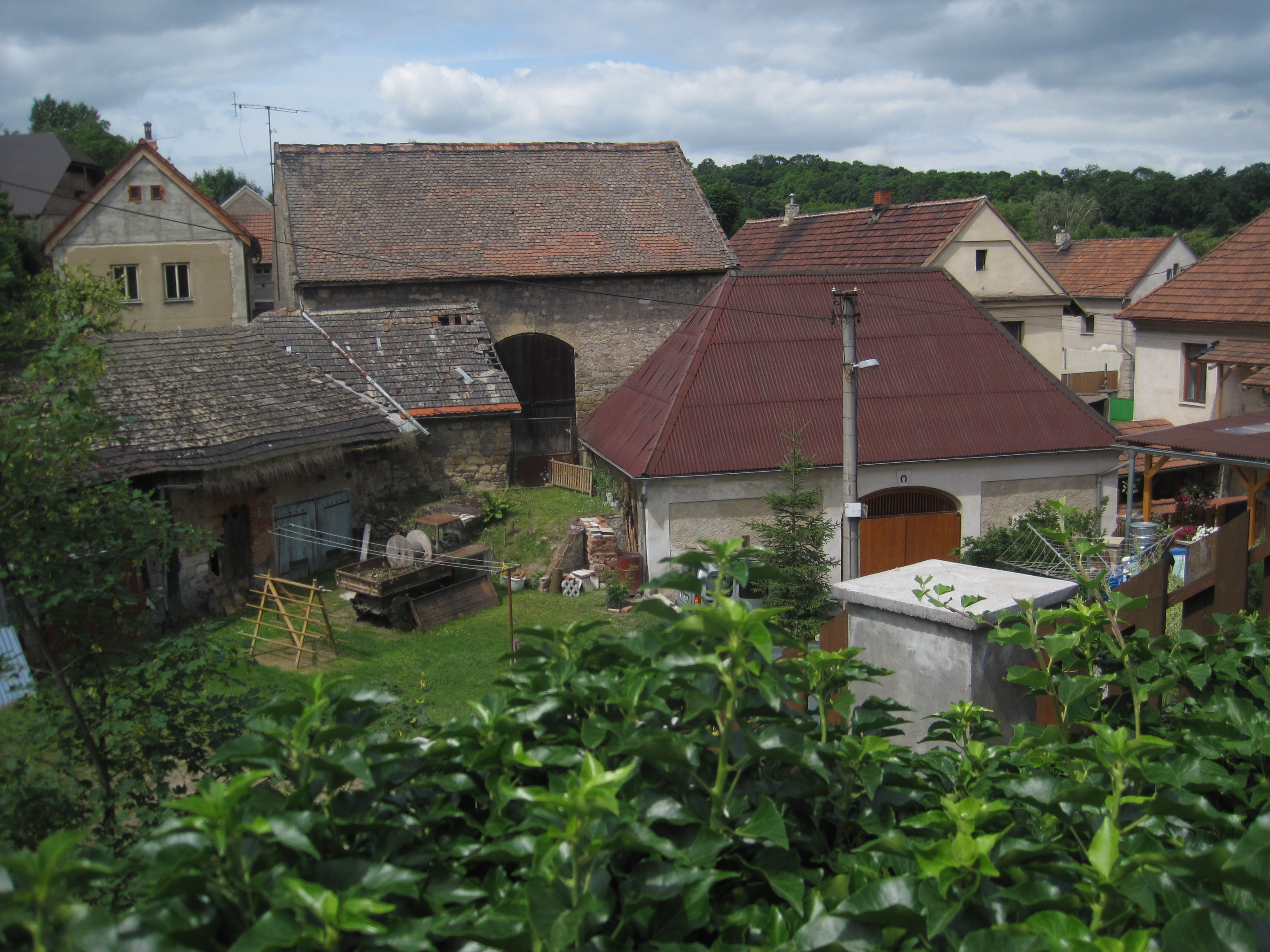
Monumentale boerderij
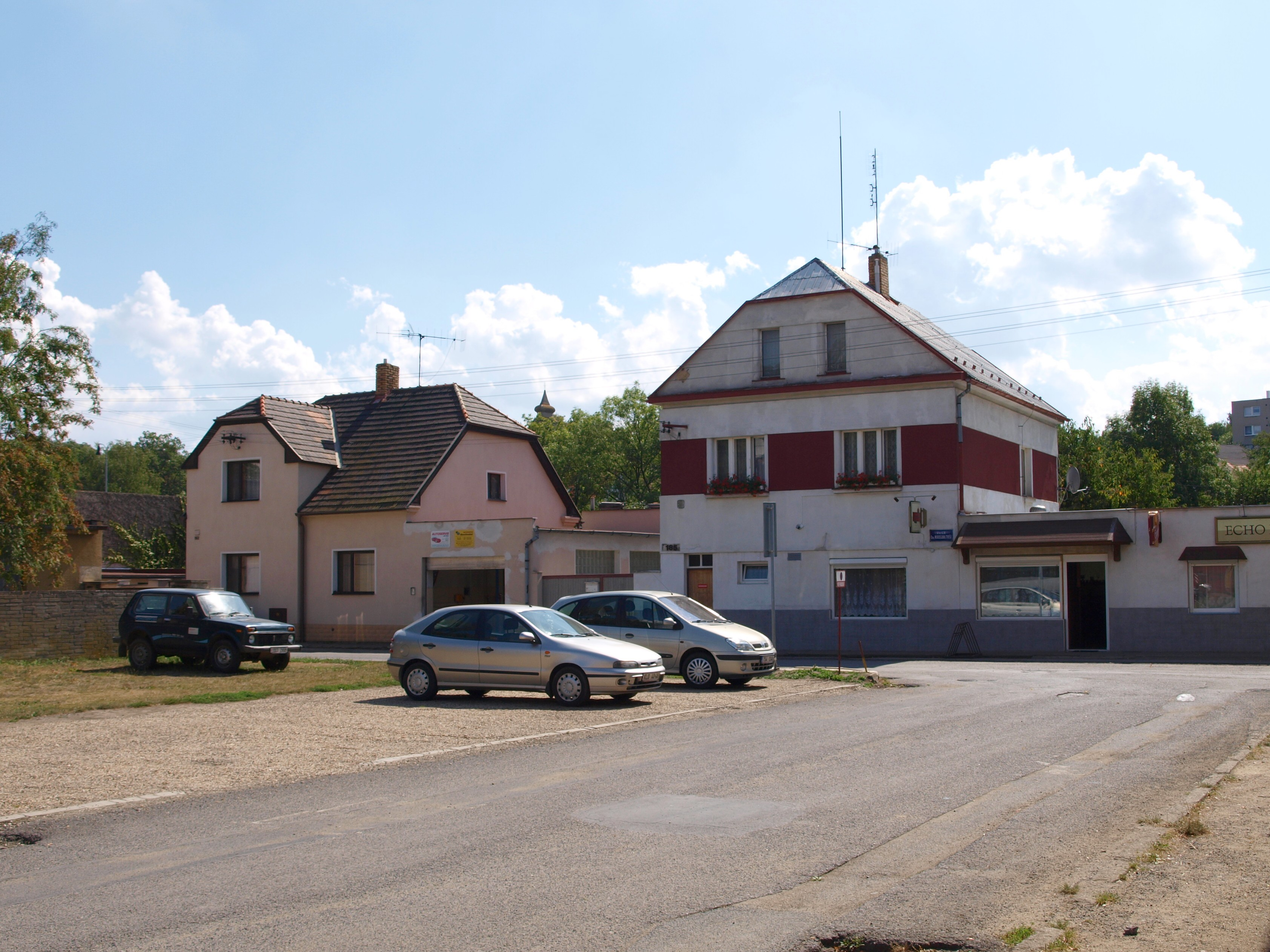
Straat in Zvoleněves
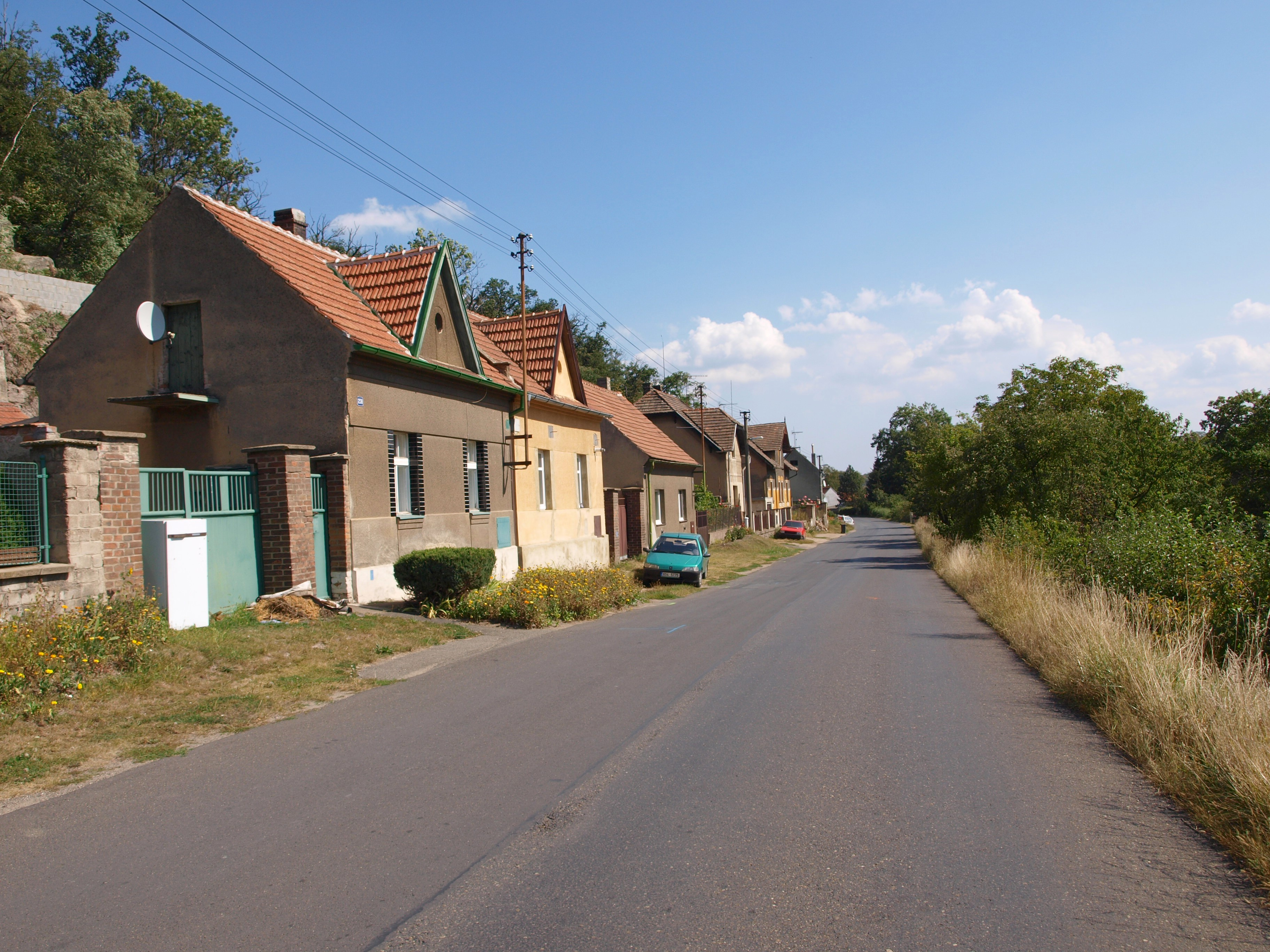
Hoofdweg door het dorp
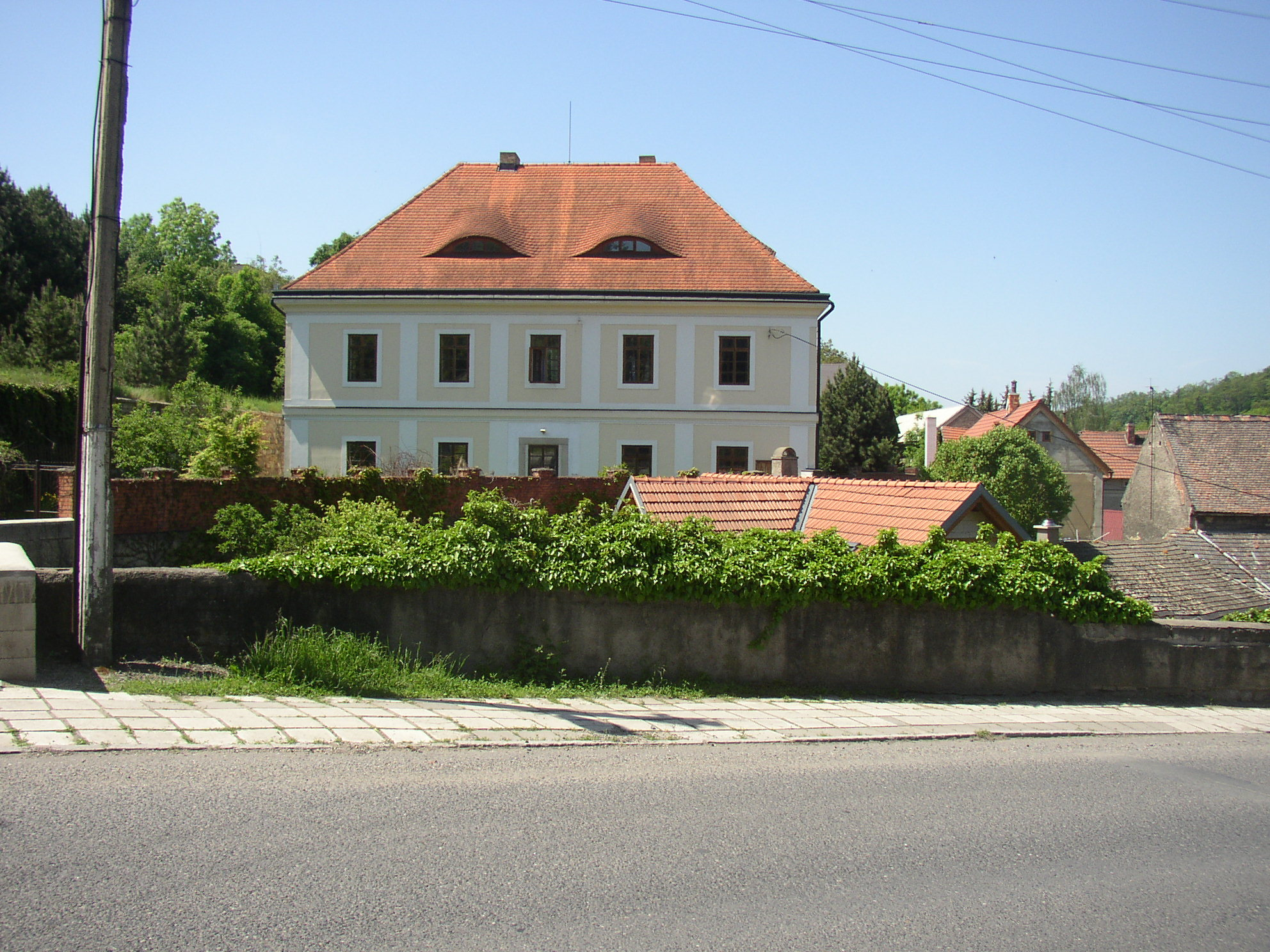
Pastorie